# Château de la Folaine
Le château de la Folaine (on trouve aussi l'orthographe : « château de la Follaine ») est un manoir de la Renaissance érigé au XVe siècle près du village d'Azay-sur-Indre en Indre-et-Loire. Il fait l’objet d’une inscription au titre des monuments historiques depuis le 14 septembre 1949.
Ce manoir privé ne se visite pas.

## Localisation
Le château de la Folaine est situé à mi-hauteur du coteau qui domine la rive droite de l'Indrois peu avant sa confluence avec l'Indre.

## Historique
La Folaine fut au XVe siècle un fief relevant du chapitre de Loches. En 1586, la châtellenie devint une vicomté. 
Depuis sa construction, le manoir passa entre les mains de nombreux propriétaires successifs, dont la famille de Cardonne, qui donna un temps à Azay-sur-Indre son patronyme : Azay-le-Cardonne : Fouques Guydas, capitaine du château d'Amboise et maître d'hôtel du roi (1450) ; Guillaume Marques ; François Fumée, seigneur de Fourneaux ; Jean-François de Cardonne ; Philibert Tissart, général de Bretagne (1525-1535) ; Joachim et Claude Tissart ; Jean de Nouroy ; Michel des Ligneris, écuyer du duc d'Alençon (1540) ; René des Ligneris, échanson de la reine de Navarre (1554) ; Anne de Nouroy, veuve d'Antoine de Jussac (1575) ; Jean de Jussac ; Astremoine-Claude de Jussac, chevalier, maître d'hôtel du roi et gentilhomme de la Chambre (1618) ; Joseph de Jussac, chevalier, capitaine d'infanterie ; Claude de Jussac (1665) ; Dreux le Hayer (1681) ; Thomas-Dreux le Hayer, inspecteur général des gabelles au département de Touraine (1737) ; Philippe-Louis le Hayer, maître d'hôtel du roi, lieutenant du roi au gouvernement de Toul ; Diane-Gabrielle de Jussac, veuve de Michel de Conflans, marquis d'Armentières ; Jeanne de Vienne, veuve de François Chevallier, pensionnaire de l'Académie royale des sciences, et Marguerite de Vienne, veuve de Pierre Hubert, bourgeois de Paris (1749-1750) ; René-Joachim Testard des Bournais, trésorier de France et grand-voyer de la généralité de Tours ; Charles-Yves Thibaud, comte de la Rivière, marquis de Wartigny (1751).
En 1789, il appartenait conjointement à la Fayette et à son cousin Hugues-Thibault-Henri-Jacques de Lezay de Lusignan ; il fut alors confisqué comme bien national et vendu à Pierre Suzor, frère de l'évêque constitutionnel d'Indre-et-Loire Pierre Suzor.
Après la Révolution, un des propriétaires tenta, sans succès, d'y introduire la culture du mûrier blanc et l'élevage du ver à soie.
Après avoir été à l'abandon au début des années 1960, le manoir est restauré par ses propriétaires à partir de 1975.
Une tradition locale veut que le nom de « Folaine » ou « Follaine » vienne de ce qu'au XIIIe siècle, le manoir avait été habité par une enfant devenue folle après avoir vu un meurtre perpétré sous ses yeux ; on parlait d'elle comme « le petite folle » ou « la petite follaine ».

## Architecture et décoration

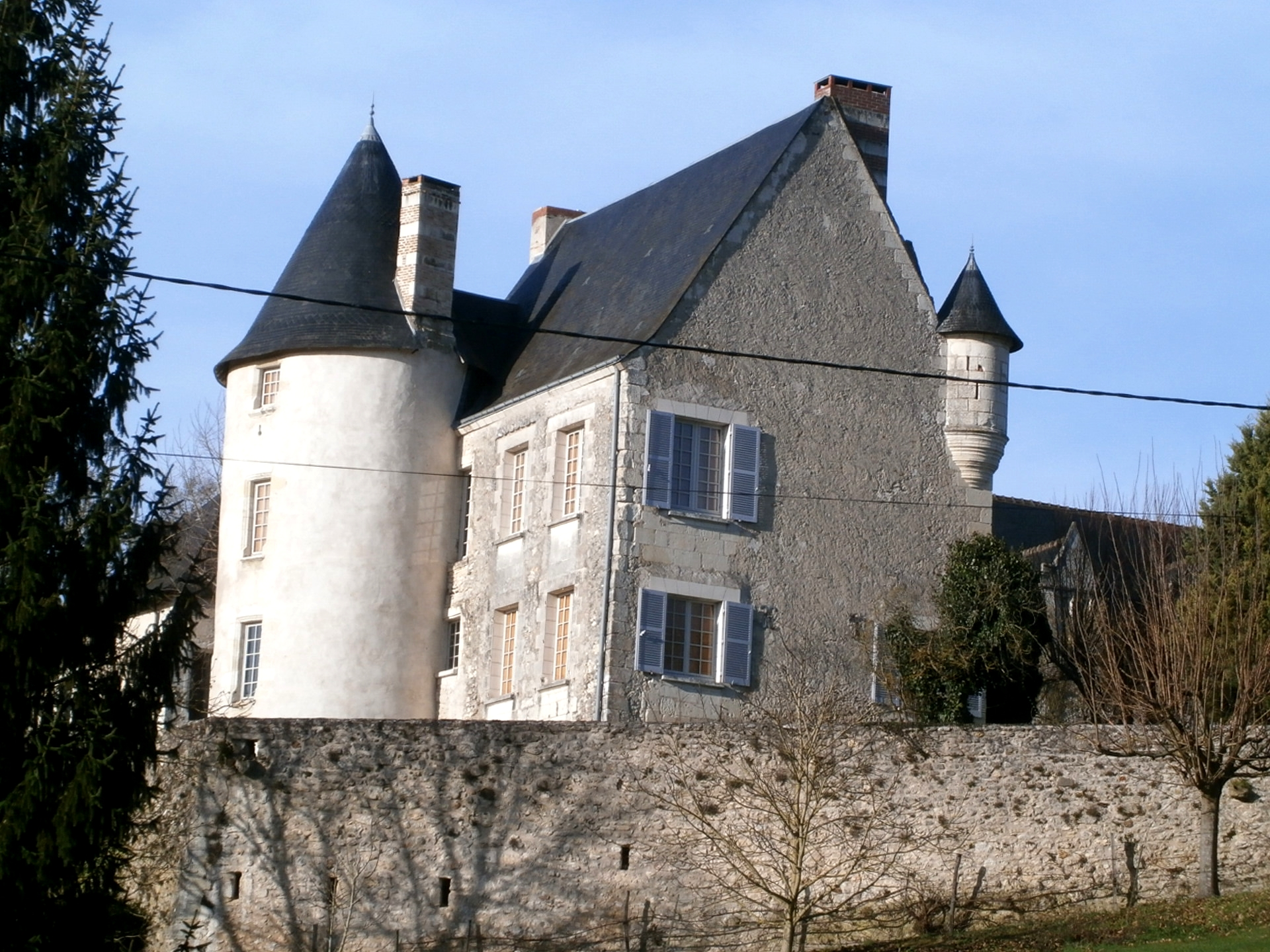
Le bâtiment principal, sa tour et son échauguette.

Le château de la Folaine fut construit au XVe siècle. L'édifice se compose de deux ailes perpendiculaires comportant un étage. Une porte murée portant le millésime 1648 semble témoigner d'un important chantier de restauration ou de reconstruction vers cette époque.
Le bâtiment principal subsiste.  Les gâbles qui ornent les deux lucarnes de la façade nord ont reçu un décor moderne. Une échauguette termine le bâtiment vers l'est ; il en existait certainement une autre côté ouest, mais elle a disparu, excepté son encorbellement. 
Une grosse tour cylindrique, également datée du XVe siècle, flanque la façade méridionale. Sa base est aménagée en casemate percée de trois meurtrières qui s'ouvrent sur la vallée de l'Indrois
L'ancienne chapelle a été transformée en grange. De petites fenêtres à meneau ouvertes dans le mur de ce bâtiment suggèrent qu'il a, dans un premier temps, été utilisé comme habitation.

## Pour en savoir plus